# دریاچه هکتور
هِکتور (انگلیسی: Hector Lake)نام یک دریاچه کوچک یخ‌زده در غرب آلبرتا، کانادا می‌باشد. این دریاچه در میان رشته‌کوه‌های کانادا می‌باشد که رودخانه بو به آن می‌ریزد. نام‌گذاری این دریاچه به سفر زمین‌شناسی به نام جیمز هکتور به این دریاچه برمی‌گردد.